# Kanton Palluau
Palluau is een voormalig kanton van het departement Vendée in Frankrijk. Het kanton maakte deel uit van het arrondissement Les Sables-d'Olonne. Het werd opgeheven bij decreet van 17 februari 2014 met uitwerking op 22 maart 2015. Alle gemeenten werden toegevoegd aan het kanton Challans.

## Gemeenten
Het kanton Palluau omvatte de volgende gemeenten:
- Apremont
- La Chapelle-Palluau
- Falleron
- Grand'Landes
- Maché
- Palluau (hoofdplaats)
- Saint-Christophe-du-Ligneron
- Saint-Étienne-du-Bois
- Saint-Paul-Mont-Penit